# Vadina
Vadina – wieś w Chorwacji, w żupanii zagrzebskiej, w gminie Luka. W 2011 roku liczyła 185 mieszkańców.